# Kenneth Kluivert
Kenneth Ramon Kluivert (Moengo, 26 augustus 1941) is een voormalig Surinaams voetballer die voor Robinhood in de SVB-Topklasse als linksbuiten speelde. Kluivert speelde ook voor het Surinaams voetbalelftal. Hij is de vader van Patrick Kluivert, en de grootvader van Justin Kluivert.

## Biografie
In 1941 werd Kluivert in Moengo geboren. Hij groeide op in Paramaribo en werd op het Mr. Bronsplein ontdekt. Hij speelde eerst voor lokale teams als Victoria en Uruguay, en begon zijn voetbalcarrière in de hoofdklasse bij Robinhood.
Kluivert speelde op linksbuiten en was verschillende malen de topspeler van Robinhood. Hij kreeg de bijnaam "Bossa Nova" en werd bekend door zijn talent om doelpunten te scoren. Samen met Edwin Schal en Gerrit Niekoop vormde hij een gevaarlijk aanvalsteam. In 1964 werd Robinhood de nationale kampioen.
Kluivert speelde drie keer voor het Surinaams voetbalelftal. Op 20 maart 1964 maakt hij zijn debuut tijdens de kwalificatieronde van de Olympische Zomerspelen van 1964. Suriname won 6-1 tegen Panama waarvan één doelpunt van Kluivert was. Op 14 maart 1965 speelde Suriname tegen Trindad en Tobago. Wederom scoorde Kluivert één doelpunt, en werd de eindscore een 6-1.
In 1970 verhuisde Kluivert met zijn gezin naar Nederland, en ging voor de Nederlandsche Dok en Scheepsbouw Maatschappij werken. In zijn vrije tijd speelde hij voor de amateurvoetbalclub Real Sranang. In 1976 werd Patrick Kluivert geboren, die later een topspeler werd.